# Horodyszcze (obwód czerkaski)
Horodyszcze (ukr. Городище) – miasto w obwodzie czerkaskim na Ukrainie, w rejonie czerkaskim, przed 2020 siedziba władz rejonu horodyszczeńskiego.
Stacja kolejowa. Leży nad rzeką Wilszanką – prawym dopływem Dniepru.

## Historia
Pierwsza wzmianka o osadzie pochodzi z 1050.
Siedziba dawnej gminy Horodyszcze w powiecie czerkaskim w guberni kijowskiej.
W 1876 roku wybudowana cukrownia.
W 1930 roku zaczęto wydawać gazetę.
Podczas okupacji hitlerowskiej, jesienią 1941 roku Niemcy utworzyli getto dla żydowskich mieszkańców. Przebywało w nim około 500 osób. 29 marca 1942 roku Niemcy zlikwidowali getto, a Żydów zamordowali. Sprawcami zbrodni była niemiecka żandarmeria oraz ukraińska policja.
Prawa miejskie uzyskało w 1956.
W 1989 liczyło 17 109 mieszkańców.
W 2013 liczyło 14 291 mieszkańców.